# تأمین مالی ۰٪
تأمین مالی با بهره ۰٪ (صفر درصد)، که به نام تأمین مالی با تنزیل نیز شناخته می‌شود، یک تاکتیک بازاریابی برای جذب خریداران کالاهای مصرفی، خودرو، املاک و مستغلات، یا کارت‌های اعتباری است که در نقاط مختلف جهان به‌طور گسترده‌ای استفاده می‌شود.

## تعریف
برای خریدار، این طرح به عنوان فوق‌العاده ارائه می‌شود، بدون بهره در دوره‌ای خاص، ولی شامل برخی سیاست‌ها و شرایط خاص در قرارداد.

## ریاضیات پشت تأمین مالی ۰٪
ریاضیات مالی این طرح تا حدودی پیچیده است، چون محاسبات بسته به محصول و شرکت تغییر می‌کند. این معاملات معمولاً از سوی شرکت‌های مالی یا بانک‌ها همراه با یک تولیدکننده یا شبکه توزیع ارائه می‌گردد. این طرح بهره «صفر درصد» را پیشنهاد می‌کنند، در حالی‌که خریدار هزینه‌های تأمین مالی را غیرمستقیم پرداخت می‌کند. هزینه‌های غیرمستقیم به عنوان مثال هزینه‌های کارمزد و رقم بزرگی به عنوان پیش‌پرداخت قسط اول است، همچنین حداقل پرداخت به عنوان قسط ماهیانه. معمولاً بیشترین هزینه، رقم تخفیف نقدی است که در صورت خرید نقدی به خریدار تعلق می‌گرفت.
برای مثال، تصور کنید یک مشتری برای خرید یک وسیله یک میلیون تومانی، برای تأمین مالی با بهره ۰٪ ثبت‌نام می‌کند. اقساط ماهیانه او شش‌ماهه است و ۵۰ هزار تومان به عنوان کارمزد و قسط اول قرارداد را پرداخت می‌کند. چنین قرارداد فروشی نرخ بهره مؤثر ۱۲٫۴۸٪ را برای مشتری خواهد داشت.
بسیاری از بانک‌های مرکزی با طرح «صفر درصد» و طرح‌های با نرخ بهره دارای تنزیل برخورد می‌کنند و خواستار توقف آن هستند، چرا که این طرح‌ها با گمراه کردن باعث می‌شود مصرف‌کنندگان باور کنند تأمین مالی از جانب بانک رایگان انجام می‌گیرد.
این طرح‌ها روشی برای جذب و بهره‌برداری از مشتریان آسیب‌پذیرند.